# Шоля (присілок)
Шоля́ (рос. Шоля, чув. Шулю) — присілок у Чувашії Російської Федерації, у складі Акчикасинського сільського поселення Красночетайського району.
Населення — 470 осіб (2010; 608 в 2002, 940 в 1979, 1337 в 1939, 1231 в 1926, 774 в 1897, 505 в 1869).
Національний склад (2002):
- чуваші — 99 %

## Історія
Історична назва — Шолі. До 1835 року селяни мали статус державних, до 1863 року — статус удільних, займались землеробством, тваринництвом, рибальством. 1892 року відкрито церковнопарафіяльну школу. 1929 року створено колгосп «Новий путь». До 1918 року присілок входив до складу Курмиської волості (у період 1835-1863 років — у складі Курмиського удільного приказу), до 1920 року — Красночетаївської волості Курмиського, до 1927 року — Ядринського повітів. З переходом на райони 1927 року — спочатку у складі Красночетайського, у період 1962–1965 років — у складі Шумерлинського, після чого знову переданий до складу Красночетайського району.

## Господарство
У селі діють школа, клуб, бібліотека, фельдшерсько-акушерський пункт, стадіон, їдальня та 2 магазини.